# Giro dei Paesi Baschi 1929
Il Giro dei Paesi Baschi 1929, sesta edizione della corsa, si svolse dal 7 all'11 agosto su un percorso di 723 km ripartiti in quattro tappe. La vittoria fu appannaggio del belga Maurice Dewaele, che completò il percorso in 24h27'55", precedendo il francese Marcel Bidot e il lussemburghese Nicolas Frantz. 
I corridori che partirono da Bilbao furono 51 (gli iscritti erano 73), mentre coloro che tagliarono il traguardo di Gexto furono 44.

## Tappe
| Tappa  | Data      | Percorso                 | km  | Vincitore di tappa | Leader classifica generale |
| ------ | --------- | ------------------------ | --- | ------------------ | -------------------------- |
| 1ª     | 7 agosto  | Bilbao > Vitoria         | 180 | Marcel Bidot       | Marcel Bidot               |
| 2ª     | 8 agosto  | Vitoria > Pamplona       | 150 | André Leducq       | Marcel Bidot               |
| 3ª     | 9 agosto  | Pamplona > San Sebastián | 216 | Maurice Dewaele    | Maurice Dewaele            |
|        | 10 agosto | giorno di riposo         |     |                    |                            |
| 4ª     | 11 agosto | San Sebastián > Getxo    | 177 | Nicolas Frantz     | Maurice Dewaele            |
| Totale | Totale    | Totale                   | 723 |                    |                            |

## Classifica generale
| Pos. | Corridore        | Squadra        | Tempo     |
| ---- | ---------------- | -------------- | --------- |
| 1    | Maurice Dewaele  | Alcyon-Dunlop  | 24h27'55" |
| 2    | Marcel Bidot     | La Française   | a 4'35"   |
| 3    | Nicolas Frantz   | Alcyon-Dunlop  | a 7'16"   |
| 4    | André Leducq     | Alcyon-Dunlop  | a 17'14"  |
| 5    | Mariano Cañardo  | F.C.Barcellona | a 28'22"  |
| 6    | Julien Vervaecke | Alcyon-Dunlop  | a 29'11"  |
| 7    | Victor Fontan    | Elvish         | a 36'53"  |
| 8    | Benoit Faure     | Individuale    | a 44'18"  |
| 9    | Aimé Deolet      | Alcyon-Dunlop  | a 46'48"  |
| 10   | Salvador Cardona | Fontan         | a 53'48"  |